# Siebmachers Wappenbuch

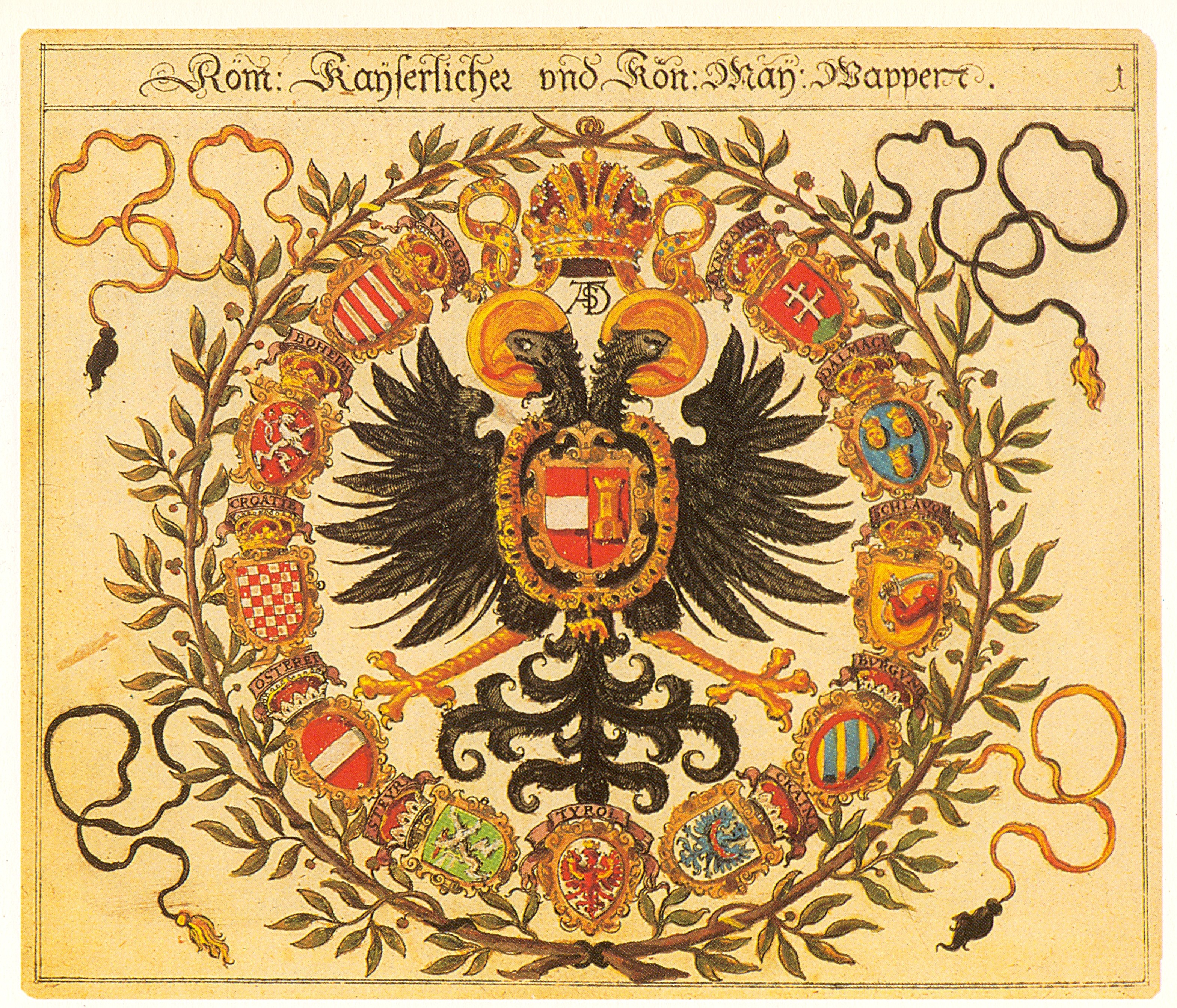
Escudo de armas del Emperador y Rey del Sacro Imperio Romano Germánico

Siebmachers Wappebbuch es un armorial publicado por primera vez en 1605 como dos libros heráldicos de varios volúmenes de los escudos de armas o escudos de la nobleza del Sacro Imperio Romano-Germánico, así como los escudos de las ciudades-estado y algunas familias burguesas.

## Historia
Fundado y compilado por Johann Ambrosius Siebmacher (1561-23 de marzo de 1611), un artista alemán heráldico, grabador en cobre, orfebre y editor de Núremberg, sus obras se convirtieron en fuente importante de la heráldica de las regiones de habla alemana.
El Viejo Siebmacher

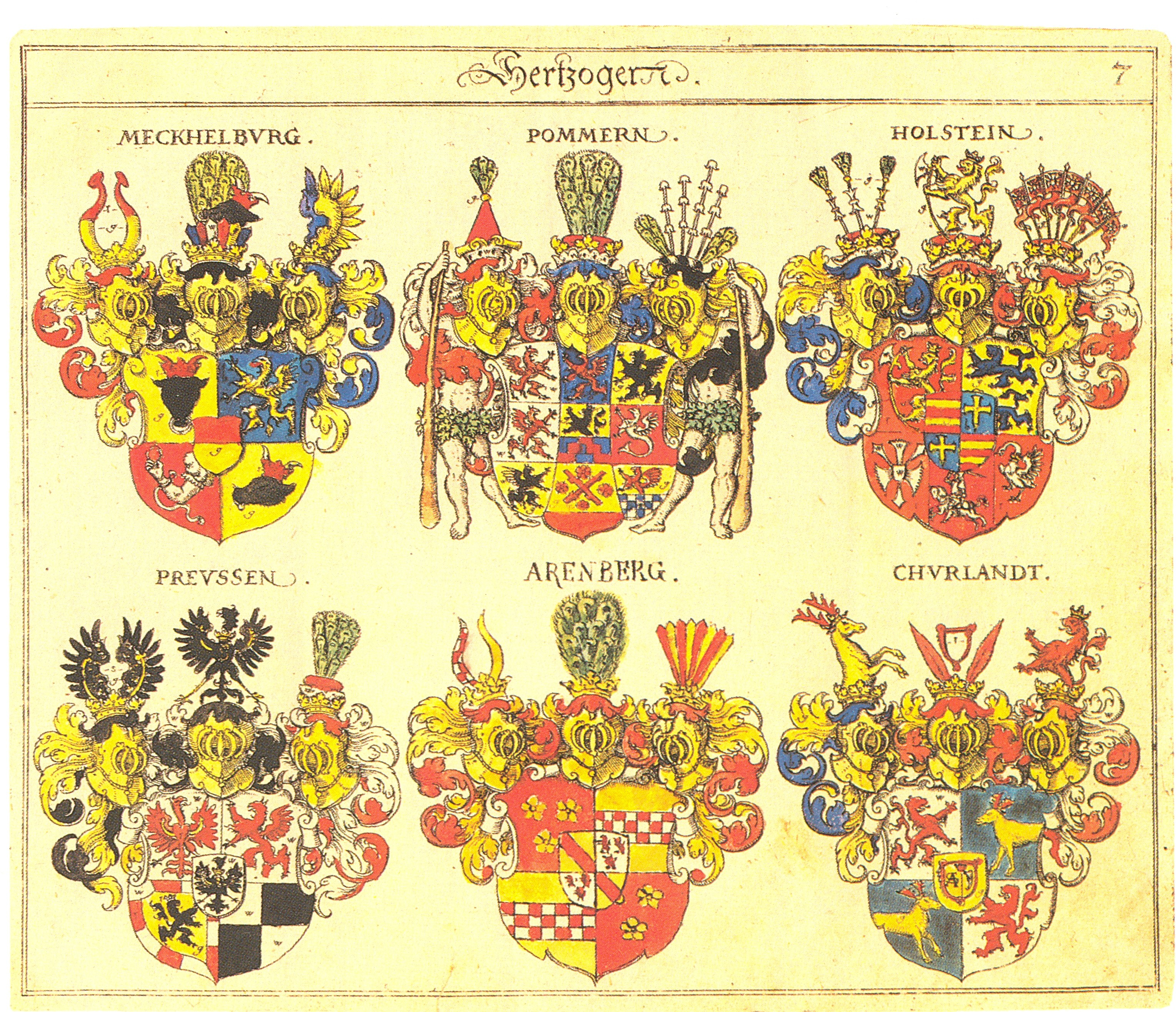
Extracto de página de Neuer Siebmacher, ilustrando el escudo de armas de las familias ducales.

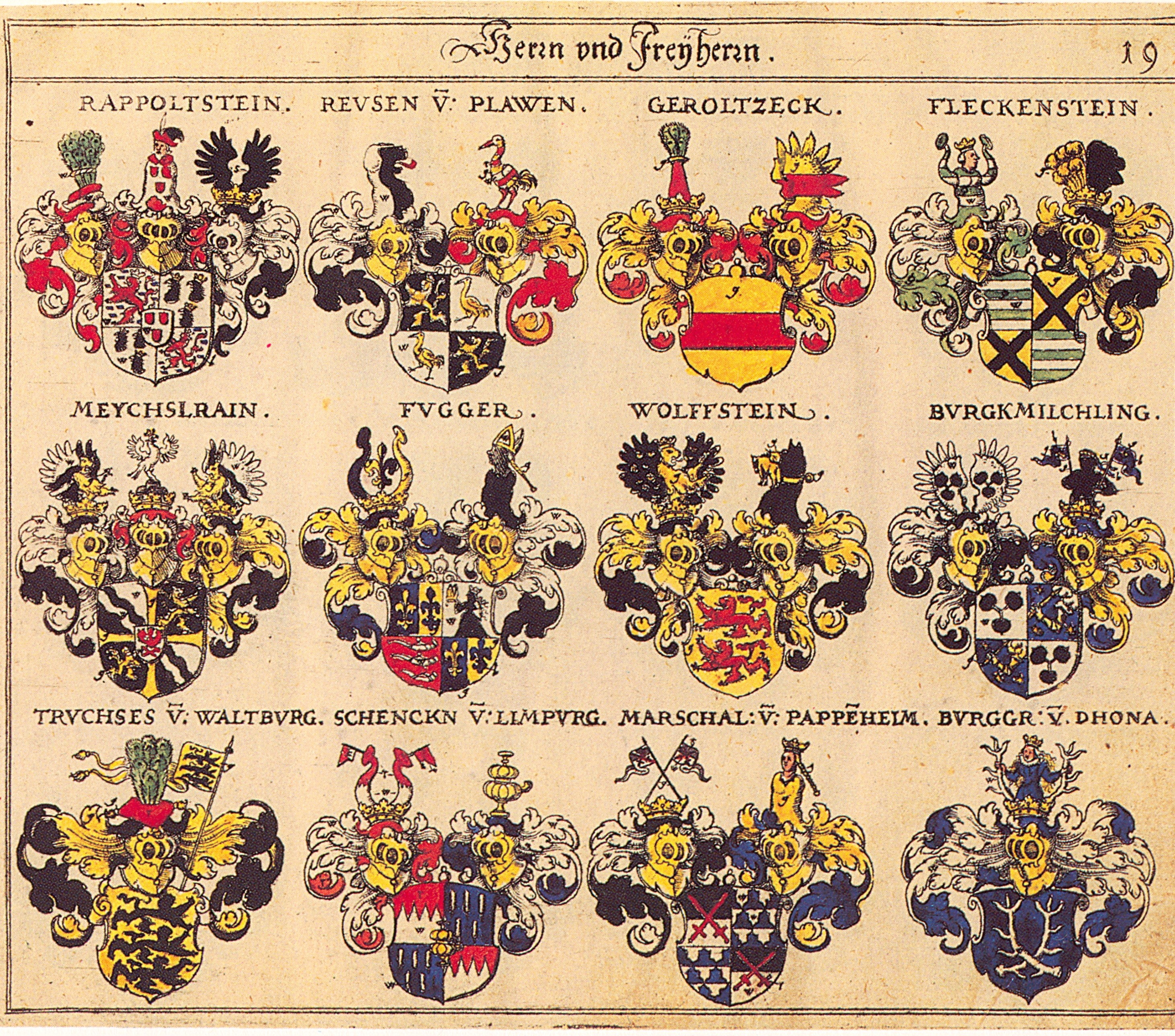
Página del Siebmachers Wappenbuch con los escudos de algunas familias del Sacro Imperio

El Alterar Siebmacher estuvo compilado entre 1605-1806, y representa la heráldica contemporánea durante los dos siglos finales del Sacro Imperio Romano-Germánico. 
Sus dos volúmenes se completaron por Johann Sibmacher. Su trabajo estuvo continuado a través de seis volúmenes con suplementos adicionales realizados por distintos autores como Paul Fürst, Wolfgang Gottlieb Fürst, Rudolf Johann Helmers, Christoph Weigel el Grande y Gabriel Nikolaus Raspe. 
Estos trabajos suplementarios fueron también publicados bajo distintos títulos de sus editores respectivos, como: Fürstsches Wappenbuch, Helmersches Wappenbuch, Weigelsches Wappenbuch o Raspes Wappenbuch.
El Nuevo Siebmacher
El Neuer Siebmacher, Siebmachers großes und allgemeines Wappenbuch estuvo compilado entre 1854-1967 por varios autores como Adolf Matthias Hildebrandt, Maximilian Gritzner, y Gustav A Seyler. El índice general del trabajo entero fue editado por Hanns Jäger-Sunstenau. Posteriormente Ottfried Neubecker publicó las armas de las ciudades del Nuevo Siebmacher sin texto como especie de glosario ilustrado organizado por cargos heráldicos.